# Ken Oosterbroek
Ken Oosterbroek (Johannesburg, 14 januari 1963 - Thokoza, 18 april 1994) was een Zuid-Afrikaans fotograaf.

## Biografie
Hij was een fotograaf gedurende de apartheid en het democratiseringsproces in Zuid-Afrika. Samen met drie bevriende fotografen vormde hij The Bang Bang Club. Tijdens de eerste verkiezingen na de apartheid in 1994 werd hij gedood en Greg Marinovich zwaargewond. Fotograaf James Nachtwey was hier getuige van en nam ook foto's.
Oosterbroek was getrouwd met Monica Oosterbroek en had een dochter Tabitha uit een vorige relatie.

## Eerbetoon
Oosterbroek werd drie keer genomineerd voor de Ilford Award - South African Press Photographer of The Year. 
- 1989 - Ilford Award (South African Press Photographer of the Year)
- 1991 - Ilford Press Photographer of the Year
- 1992 - World Press Photo categorie "General New Storie"[2]
- 1994 - Ilford Press Photographer of the Year

- Gemeinsame Normdatei: 122838661
- International Standard Name Identifier: 0000 0000 4231 2484
- Library of Congress Control Number: nb99007359
- PIC: 303602
- RKD-Nederlands Instituut voor Kunstgeschiedenis: 318229
- Virtual International Authority File: 77206774
- WorldCat: E39PBJkT8Ck4RHv6XdpCCRMkjC